# Lac Boothe
Pour les articles homonymes, voir Boothe.
Le lac Boothe (en anglais : Boothe Lake) est un lac américain du comté de Mariposa, en Californie. Il est situé à 3 014 mètres d'altitude au sein de la Yosemite Wilderness, dans le parc national de Yosemite.
Le lac est nommé en l'honneur d'un gardien du parc, Clyde Boothe.
Depuis le lac, il est possible d'accéder au Mont Lyell, le plus haut sommet du parc, qui se situe à environ 16 km du lac. À proximité, on trouve les pics Fletcher et Vogelsang.